# Forfængelighed
Forfængelighed, eller pyntesyge, er en betegnelse for det at være (overdrevent) bevidst om og optaget af sit udseende eller personlige omdømme. Forfængelighed anvendes dog også især bibelsk i betydningen tomhed og denne verdens forgængelighed. Begrebet ligger tæt op ad hovmod, der er en af de syv dødssynder.

## Eksempler
Det kan for eksempel være udtryk for forfængelighed, når et menneske altid sørger for at have en ulastelig frisure, velmanicurerede negle, aldrig krøllet tøj og så videre. Undertiden bruges begrebet i en bredere betydning, der blot dækker en stærk interesse for personligt udseende.
I Salmonsens Konversationsleksikon fra 1919 beskrives forfængelighed således:
| „ | Forfængelighed ytrer sig som en Stræben efter Ros og Beundring, uanset om det, for hvilket der søges Anerkendelse, virkelig er noget, der kan regnes Individet til Fortjeneste [...] Man kan være forfængelig af hvad som helst: Familie, Navn, arvede Penge ell. andre Værdier, Klæder, Udseende o. a. personlige Ejendommeligheder, Stilling [...] | “ |